# Postupice (stacja kolejowa)
Postupice – stacja kolejowa w miejscowości Postupice, w kraju środkowoczeskim, w Czechach. Znajduje się na linii 222 Benešov u Prahy – Trhový Štěpánov, na wysokości 435 m n.p.m..  

## Linie kolejowe
- 221: Praga – Benešov u Prahy